# Ząbkowice Śląskie Dworzec Mały
Ząbkowice Ślaskie Dworzec Mały − nieczynna stacja kolejowa w Ząbkowicach Śląskich, w Polsce, w województwie dolnośląskim, w powiecie ząbkowickim. Stacja została otwarta w dniu 1 listopada 1908 roku razem z linią kolejową z Kondratowic Dworca Małego. Do 1989 roku był na niej prowadzony ruch osobowy. W 1991 roku został zawieszony ruch towarowy.